# 寝屋川市歌
「寝屋川市歌」（ねやがわしか）は、日本の大阪府寝屋川市が制定した市歌である。作詞・寝屋川市教育委員会、作曲・高木和夫。

## 解説
1959年（昭和34年）3月制定。7年後の1966年（昭和41年）に刊行された『寝屋川市誌』では第1編の巻頭に歌詞の全文が掲載されているが、制定経緯についての記述は無く2012年（平成24年）刊の『全国 都道府県の歌・市の歌』では「制定のきっかけや経緯などは不明」とされている。そのため、作詞は教育委員会名義だが懸賞募集で該当作が無かったため教育委員会の合作としたのか当初から組織内で一切を企画したものかは不詳である。作曲は隣の枚方市が12年前の1947年（昭和22年）に制定した「枚方市歌」と同じく、宝塚音楽学校教員の高木和夫に依頼されたとみられる。
制定から四半世紀が経過した1980年代前半には市街化が急激に進み、歌詞で取り上げられたような情景は姿を消していた。
これは発展途上時代の市歌で、今では田圃はなく「稲もみのり」はおかしい、「エンジンは高らかに唸り」は騒音公害だ、という議論の出るのを恐れて歌う機会はないのだと市教委の社会教育課はいう。知っている職員も少い。むしろ「新寝屋川音頭」でたのしくやろうというところだ。—坂道夫（1983年）
市では演奏の機会について「市制施行記念式典、市政感謝会、敬老記念式典などで使用している」とする。歌詞は団体名義につき、2009年（平成21年）12月31日に著作権の保護期間を満了した。